# وقاية من السرطان

الوقاية من السرطان تعني جميع الإجراءات الاحتياطية والاحترازية والأفعال التي ترمي إلى الحد من انتشار السرطان والوقاية منه، عن طريق الحد من الأسباب والعوامل المساعدة في ظهور المرض، كما أن للكشف المبكر قبل أن تظهر الأعراض، يُمكّن من التدخل الإيجابي والفعال لإيقاف تقدم المرض أو إبطاءه.
ليست هناك طرقٌ حاسمة ومؤكدة علميا للوقاية من السرطان، ولكن يمكن التقليل من خطر الإصابة. وتشتمل عوامل الخطر التي يمكن أن نفعل شيئاً تجاهها بين تجاذبات الحياة اليومية وأسلوب الحياة والتغذية والعامل الوراثي في تدقيق التاريخ الطبي للعائلة وأرشيف الأمراض الخاص، وتجنب التدخين وزيادة الوزن، بالإضافة إلى أشياء أخرى يمكن القيامُ بها لتقليل نسبة الخطر والإصابة.

## أسباب خارج إرادتنا
رغم اتباع جميع أساليب الوقاية من الإصابة بالسرطان، إلا أنه وحسب كل حالة وظرفية على حدة، وحسب المرحلة العمرية والتاريخ الطبي والوراثي، فقد لا يتمكن المرء من حماية نفسه تماماً من السرطان، ولكن أساليب الوقاية تحد من الإصابة به بشكل كبير، وتجعل إمكانية المقاومة والعلاج في ظروف أقوى وأحسن وأكثر تجاوبا مع العلاج.
تعرف العلوم الطبية استحداثا مطردا في المعلومات وطرق الوقاية وأساليب العلاج، إلا أن أشهر نصائح الوقاية التي ينصح بها المختصون يمكن إجمالها في عدة نقاط كالتالي:

## الكحول يسبب السرطان
يعتبر الكحول مادة مسرطنة، إذ تعزز الإصابة بأورام في تجويف الفم ومنطقة الحلق والمريء. وتكون أكثر خطورة عند استهلاك الكحول والتدخين معاَ، مما يزيد من نسبة خطر الإصابة بالسرطان بشكل كبير جداً.

## التدخين
سرطانُ الرئة مسؤول عن حوالي ربع الوفيات النّاجمة عن السرطان في بعض البلدان، مثل إنجلترا، حيث تعود 90٪ من حالات سرطان الرئة إلى التدخين.
التوقّف عن التدخين يحد من خطر الإصابة بالسرطان، كلما كان الإقلاع عن التدخين في وقت مبكّر انخفضت نسبة احتمال الإصابة بمرض السرطان.

## الحفاظُ على وزن صحّي
يمكن أن تؤدِّي زيادةُ الوزن المفرط أو البدانة إلى زيادة خطر بعض أنواع السرطان، مثل:
- سرطان الأمعاء.
- سرطان القولون
- سرطان البنكرياس.
- سرطان المريء.
- سرطان الثدي بالأخص عند المرأة التي دخلت سنَّ انقطاع الطمث أو سنَّ اليأس.
- سرطان الرحم.
- سرطان الكلية.

## وصلات خارجية
- سيدة فاجأت الأطباء بشفائها من السرطان بتناول هذه الفواكه فقط !